# L'aeronave fantasma
L'aeronave fantasma è un romanzo di avventura aeronautica con elementi fantascientifici di Guglielmo Stocco, apparso per la prima volta nel 1910 e riproposto, in versione riveduta, nella collana popolare Il Romanzo d'Avventure del 1930, con illustrazioni di Gennaro D'Amato. Costituisce uno dei primi romanzi italiani sulla «pirateria aerea».
Ha avuto un seguito, Il nemico dello Zar.

## Storia editoriale
Il testo circolò dapprima nel 1910 edito dalla Società Editoriale Milanese, poi fu riedito nel 1930 dall'editore Sonzogno per la collana/periodico mensile Il Romanzo d'Avventure, diretta dallo stesso Stocco, con il suo seguito.

## Trama
Il giovane e affascinante conte d'Ajaccio, ospite abituale di villa Esperia sul Garda, convince la curiosa marchesina Nennella della Scala a seguirlo nei boschi con il pretesto di ispezionare la leggendaria «aeronave fantasma» atterrata nelle vicinanze. Appena giunti al campo, il conte la consegna a una banda di aviatori dal linguaggio esotico e la carica con la forza sul loro enorme dirigibile, che decolla lasciando la ragazza prigioniera e la famiglia nel terrore.
Il rapimento scuote l'opinione pubblica: giornali e governo italiani, già irritati dalle misteriose incursioni del pallone sulle fortificazioni di confine, minacciano ritorsioni. Gli aeronauti rispondono con una lettera sprezzante: terranno Nennella come ostaggio per garantirsi l'impunità, promettendo però di risparmiale la vita. La stampa ribolle di ipotesi su identità e scopi dei pirati dell'aria, che sembrano sparire e ricomparire a intervalli regolari, eludendo ogni caccia.
A Milano il reporter del Corriere dello Sport, Piero Bargiacchi, ottiene dal direttore carta bianca (e diecimila lire) per risolvere il mistero. Dopo un colloquio riservato organizza un piano audace: raggiungerà il dirigibile con un monoplano speciale, l'«Ausonia», progettato dall'amico ingegnere Fulvio Altaguardia. Altaguardia, lusingato dalla sfida tecnica, accetta; in un hangar di campagna prepara l'aereo e decolla di notte con Bargiacchi per rintracciare la base segreta dei rapitori.
Seguendo segnali luminosi, i due aviatori atterrano in un vasto parco murato che funge da rifugio agli sconosciuti (in realtà russi): fingendosi tecnici, riescono a infiltrarsi nella villa-officina dove il pallone viene rifornito. Scoperto l'inganno, si salvano grazie a un nuovo decollo rocambolesco dell'«Ausonia», mentre l'aeronave riprende quota con Nennella a bordo.
I rapitori, desiderosi di disinnescare la pressione diplomatica, orchestrano un gesto plateale: sorvolano nuovamente villa Esperia e, davanti agli occhi dei parenti disperati, restituiscono la marchesina calandola con una scala di corda; poi, con un saluto beffardo, fuggono verso nord. Mentre la stampa celebra l'«atto di cavalleria», Bargiacchi intuisce che l'ostaggio rilasciato serve solo a liberare la banda dai loro vincoli morali e rilancia la caccia.
La vicenda tocca l'apice su Milano: il dirigibile del quotidiano rivale Secolo XX si alza in cielo per sfidare la «fantasma», ma viene messo fuori combattimento da un'abile manovra dei pirati, che tagliano il loro inviluppo con un colpo di sabbia e gas. Dalla terrazza della Galleria, Bargiacchi agguanta il cavo pilota del dirigibile ostile e si lascia trascinare in quota per centinaia di metri, tra il terrore della folla.
Portato finalmente a bordo, il giornalista affronta il conte d'Ajaccio e denuncia la vigliaccheria di tenere una donna in ostaggio. Il conte, con un sorriso enigmatico, propone allora uno scambio: Bargiacchi potrà sostituire Nennella come pegno d'onore, dimostrando chi dei due è davvero leale. Malgrado il rischio per la propria carriera (e per la vita), Piero accetta, convinto di poter sabotare la banda dall'interno.
L'aeronave, alleggerita dall'impresa su Milano, punta verso le Alpi e il confine austriaco, mentre la stampa annuncia trionfalmente la liberazione di Nennella. Il racconto si chiude con l'enorme sagoma del dirigibile che svanisce tra le nuvole del tramonto, portando con sé il coraggioso Bargiacchi e la promessa di nuovi duelli nei cieli — preludio alla seconda parte dell'avventura, annunciata col titolo Il nemico dello Zar.

## Personaggi
Nennella della ScalaDiciassettenne sognatrice, aristocratica nipote del generale marchese della Scala; rapita come ostaggio e simbolo d'onore nazionale.
Conte d'AjaccioFalso aristocratico, mente fredda dei pirati dell'aria; seduce la fiducia di Nennella per poi tradirla, ma conserva un'etica distorta di “gentiluomo”.
Piero BargiacchiBrillante cronista del Corriere dello Sport; trasforma l'inchiesta in una crociata personale e non esita a rischiare la vita pur di smascherare i rapitori.
Ing. Fulvio AltaguardiaGiovane progettista dell'«Ausonia»; talento tecnico e lealtà incrollabile, affianca Bargiacchi nell'inseguimento aereo.

## Edizioni
- Guglielmo Stocco, L'aeronave fantasma, Milano, Società Editoriale Milanese, 1910.
- Guglielmo Stocco, L'aeronave fantasma, collana Il Romanzo d'avventure, illustrazioni di Gennaro D'Amato, n. 77, Milano, Sonzogno, 1930.